# Cytheropteron subcircinatum
Cytheropteron subcircinatum is een mosselkreeftjessoort uit de familie van de Cytheruridae. De wetenschappelijke naam van de soort werd in 1866 voor het eerst geldig gepubliceerd door Georg Ossian Sars.